# Beecham
The Beecham Group plc — одна из самых старых и известных фармацевтических компаний Великобритании, существовавшая с 1859 по 1989 год и входившая в индекс FTSE 100. В настоящее время, после нескольких успешных слияний, компания Beecham носит название GlaxoSmithKline (GSK). GSK по-прежнему использует фирменную марку Beechams для своих безрецептурных препаратов для борьбы с простудой и гриппом.

## История
Компания начиналась как небольшое семейное дело, основанное химиком Томасом Бичемом (1820—1907), дедушкой известного дирижёра Томаса Бичема.
Первым успешным продуктом в 1842 году стали Таблетки Бичема (слабительное). Успешные продажи препарата позволили открыть в 1847 году фармацевтическую лавку в городе Уиган.
В 1859 году Томас Бичем решает открыть собственную фабрику по производству лекарств. Этот год и считается датой основания компании Beecham. Под руководством сына, Джозефа Бичема (1848—1916), компания продолжает успешно развиваться и начинает заниматься помимо выпуска лекарств ещё и исследовательской деятельностью.
В 1924 году главой компании становится сделавший состояние на недвижимости бизнесмен Филип Хилл. Под его руководством, Beechem приобретает несколько других компаний для расширения ассортимента выпускаемой продукции и их маркетинговой инфраструктуры. Так был выкуплен глюкозный напиток Lucozade и зубная паста Macleans. В 1938 году выпускается собственный витаминизированный напиток из чёрной смородины Ribena. В том же 1938 году была выкуплена компания, производящая средство от изжоги Eno, которая на тот момент уже имела неплохие показатели на международном рынке. В следующем 1939 году была куплена компания Brylcreem выпускавшая средства для ухода за волосами для мужчин.
В 1943 году, осознавая необходимость сосредоточиться на исследованиях и новых разработках, была создана лаборатория Beecham. Спустя два года, в 1945, компания меняет имя на Beecham Group Ltd.
В 1950-х по 1960-х годах, компанией, в сотрудничестве с Bristol-Myers, разрабатываются производные пенициллина: сначала фенецитиллин, а затем более мощный метициллин (Celbenin). Позже к разработкам добавились ампициллин, клоксациллин и другие препараты на основе пенициллина.
В 1953 году была куплена компания C.L.Bencard, специализирующаяся на вакцинах против аллергии.
В 1959 году исследовательская лаборатория Beecham получает мировую известность, так как ученым удается выделить ядро пенициллина 6-АПК (6-аминопенициллановая кислота); Это открытие позволило синтезировать ряд новых полусинтетических пенициллинов. Beecham выпускает препараты Broxil (фенетициллин), а вскоре начинается выпуск препарата Celbenin (метициллин), обладающего высокой активностью против Staphylococcus aureus.
В 1961 году компания выпускает препарат Penbritin (ампициллин), который пользуется огромным спросом и это дает новый мощный толчок к развитию компании. В Уэртинге появляется новый исследовательско-производственный комплекс на площади в 35-акров (140 000 метров/2) для производства ампициллина, фенетициллина и других полусинтетических пенициллинов.
В 1971 году покупается компания S. E. Massengill.
В 1972 году Beecham выпускает в продажу препарат Amoxil (Амоксициллин), который до сих пор является одним из самых распространенных антибиотиков.
В 1973 году на рынок выходит зубная паста Aquafresh (Аквафреш).
В 1977 году приобретается известный своими анестетиками бренд Sucrets (Диклонин).
В 1981 году компания разрабатывает и выпускает в продажу новый, нейтрализующий действие бета-лактамазы, антибиотик Augmentin (Аугментин), содержащий амоксициллин и клавулановую кислоту .
В 1982 году приобретаются бренды Aqua Velva и Geritol.
В 1986 году группа Beecham продает свои многочисленные бренды безалкогольных напитков, включая [Tango (drink) | Tango], Top Deck, Corona, Quosh, а также британские франшизы для напитков Pepsi и 7 Up, Britvic. В том же году у Revlon выкупается компания Norcliff Thayer .
В 1989 году происходит слияние с компанией GlaxoSmithKline и на рынке появляется SmithKline Beecham plc.
Спустя 11 лет, в 2000 году принимается решение о слиянии с GlaxoWellcome и после объединения компания начинает называться GlaxoSmithKline.
История компании Beechams, 1848—2000: From Pills to Pharmaceuticals, автор Thomas Anthony Buchanan Corley, напечатана в 2011.

## Продукция компании

### Потребительские товары
- Aquafresh
- Beecham's Pills
- Beecham's Powders[11]
- Brylcreem
- Eno
- Horlicks
- Lucozade
- Ribena
- Macleans

### Фармацевтические препараты
- Amoxil (Амоксициллин)
- Augmentin (Аугментин)
- Avandia (Росиглитазон)
- Bactroban (Мупироцин)
- Broxil (Феницитиллин)
- Celbenin (Метициллин)
- Клавулановая кислота
- Eminase (anistreplase)
- Engerix-B (hepatitis B vaccine)
- Floxapen (flucloxacillin)
- granisetron
- Havrix (hepatitis A vaccine)
- Orbenin (cloxacillin)
- Paxil (paroxetine)
- Penbritin (Ампициллин)
- Pollinex (extract of ragweed pollen)
- Pyopen (carbenicillin)
- Relifex (nabumetone)
- Temopen (temocillin)
- Ticarpen (ticarcillin)
- Timentin (ticarcillin/clavulanate)